# 4189 Саяни
4189 Саяни (4189 Sayany) — астероїд головного поясу, відкритий 22 вересня 1979 року.
Тіссеранів параметр щодо Юпітера — 3,573.